# Bryzdzyn
Bryzdzyn (prononciation : [ˈbrɨzd͡zɨn]) est une localité polonaise de la gmina de Kozłów, située dans le powiat de Miechów en voïvodie de Petite-Pologne.